# Светий Єрней-над-Муто
Светий Єрней-над-Муто (словен. Sveti Jernej nad Muto) — поселення в общині Мута, Регіон Корошка, Словенія. Висота над рівнем моря: 816,7 м.